# Tom Stamsnijder
Tom Stamsnijder (født 15. maj 1985) er en tidligere hollandsk professionel cykelrytter.